# Haarlem
Ne pas confondre avec Harlem, quartier de New York, nommé d'après Haarlem.
Haarlem, également connue sous le nom de Harlem en français (prononcé en néerlandais : /ˈɦaːr.lɛm/ , en français : /aʁ.ˈlɛm/), est une commune et ville néerlandaise, chef-lieu de la province de Hollande-Septentrionale. Principale ville de la région historique du Kennemerland, elle se situe entre Amsterdam et la mer du Nord. Lors du recensement au 1er janvier 2024, Haarlem compte 167 763 habitants.

## Toponymie
Le nom de ville, écrit Haralem au IXe siècle, Harlhem et Harlem au XIIe siècle, puis Herlehem au XIIIe siècle, serait probablement un composé des termes Harl signifiant « relief », « monticule » et hem désignant une « demeure », mais il n'y a aucune certitude sur l'étymologie.
Une hypothèse romane d'origine gallo-romaine pourrait être les terres fiscales « harlées » et « araiées », c'est-à-dire desséchées ou asséchées par le soleil et/ou les artifices des premiers paysans dès la fin de l'époque mérovingienne, puis assez rapidement divisées et cultivées ou exploitées en parcelles. Ces nouvelles terres auraient été administrées par lots regroupés dans une manse ou domaine spécifique de gestion à l'époque carolingienne, c'est-à-dire un foyer fiscal collectif qui porte le nom germanique de heim ou hem en langue germanique commune. Le plus gros village, centre de ban le plus important, aurait repris le nom de ce terroir. Il existe probablement plusieurs autres dénominations oubliées, elles ont pu être qualifiées temporairement avec l'adjectif « are », « aride » (latin aridus) ou avec le mot arée, « terre labourée » (latin classique aratio ou vulgaire arata), ce qui expliquerait certaines graphies hasardeuses des clercs administrateurs.

## Géographie
Haarlem se trouve à une vingtaine de kilomètres à l'ouest d'Amsterdam et à 6 km environ de la mer du Nord. Au cœur de la cité, la rivière Spaarne qui la traverse, est bordée de monuments historiques. Haarlem est d'ailleurs surnommée Spaarnestad.
Haarlem est entourée d’eau et plusieurs ports de plaisance dans les environs accueillent voiliers, planches à voile et bateaux à moteur.

## Histoire
Haarlem est fondée au IXe siècle sur les bords d'un cordon littoral d'un lac appelé Haarlemmermeer. Elle est dotée d'un riche passé et obtient les franchises communales depuis plus de sept cent cinquante ans. Les brasseries, la construction navale et l'industrie textile ont fait autrefois de cette ville, l'une des plus prospères des Pays-Bas.
Quelques grandes dates de l'histoire haarlemoise :
- le rôle du comte Guillaume Ier de Hollande dans la conquête de Damiette (Égypte) en 1218 durant la cinquième croisade ;
- la conduite valeureuse devenue proverbiale d’une femme, Kenau Simonsdochter Hasselaar, lors du siège par les Espagnols (1572).

Toutes ces histoires font part de l'histoire mythique de Haarlem.

En 1492, des événements violents liés à la Révolte du peuple du fromage et du pain ont pris part dans la ville. En conséquence et en représailles, Albert III de Saxe impose la présence d'une garnison dans la ville.

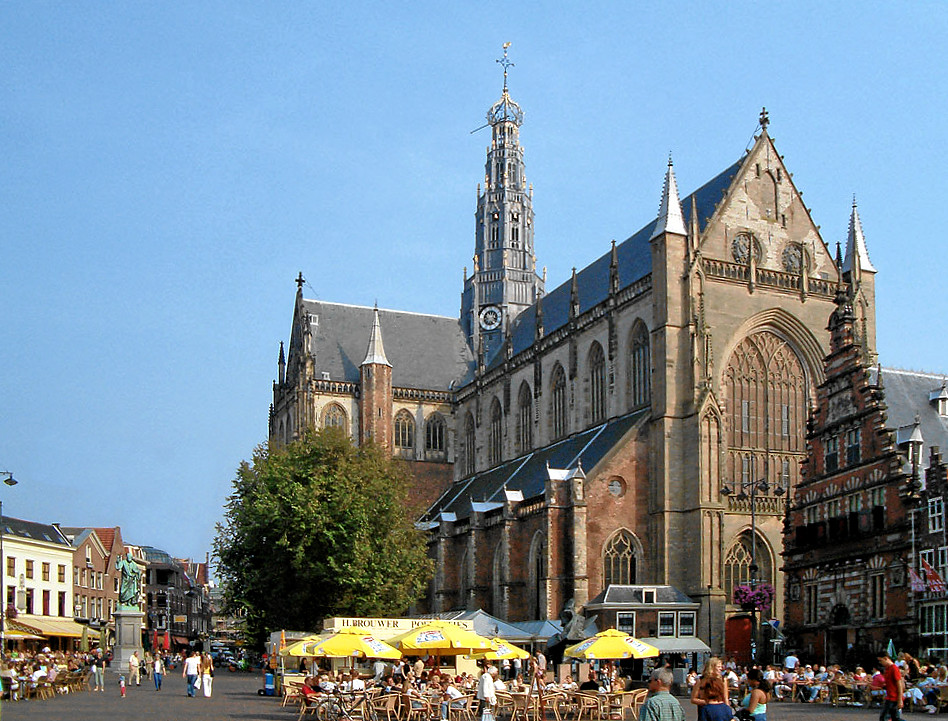
L'église Saint-Bavon de Haarlem, avec à gauche la statue de Laurent Coster.

Durant le terrible hiver 1572/1573, la ville souffre de disettes et de froid car elle est assiégée par les armées espagnoles du duc d'Albe. Elle parvient néanmoins à résister sept mois grâce au ravitaillement arrivant sur des traîneaux à patins glissant facilement sur la glace des canaux gelées en hiver, que les Hollandais menant la guerre de libération contrôlent encore. Mais avec le printemps boueux survient la reddition inévitable. Après les persécutions du duc d'Albe et la déportation ou le massacre planifié d'une partie de la population passée au protestantisme, la ville rejoint en cachette l'alliance confédérée des Pays-Bas, puis ouvre ses portes. Elle se relève sur le plan démographique en accueillant les réfugiés protestants flamands ou anversois, français ou lorrains.
Le XVIIe siècle est marqué par l'essor de l'activité textile, ainsi que le début prolifique et spéculatif de la culture de la tulipe. De nombreux Flamands s’établissent à Haarlem vers 1700.
Le peintre Frans Hals (1581-1666) y fait toute sa carrière. Les ateliers de peintres sont nombreux. Les plus connus sont celui de Pieter Sanraedam et de Jacob van Ruisdael.
L'asséchement du Haarlemmermeer au milieu du XIXe siècle offre des terres à la floriculture.
À la Belle Époque, les fonderies et la construction navale, par exemple de dragues aux établissements Werf Conrad, acquièrent une réputation mondiale, alors que les brasseries et l'industrie textile demeurent importantes.

## Démographie

### Historique de la population

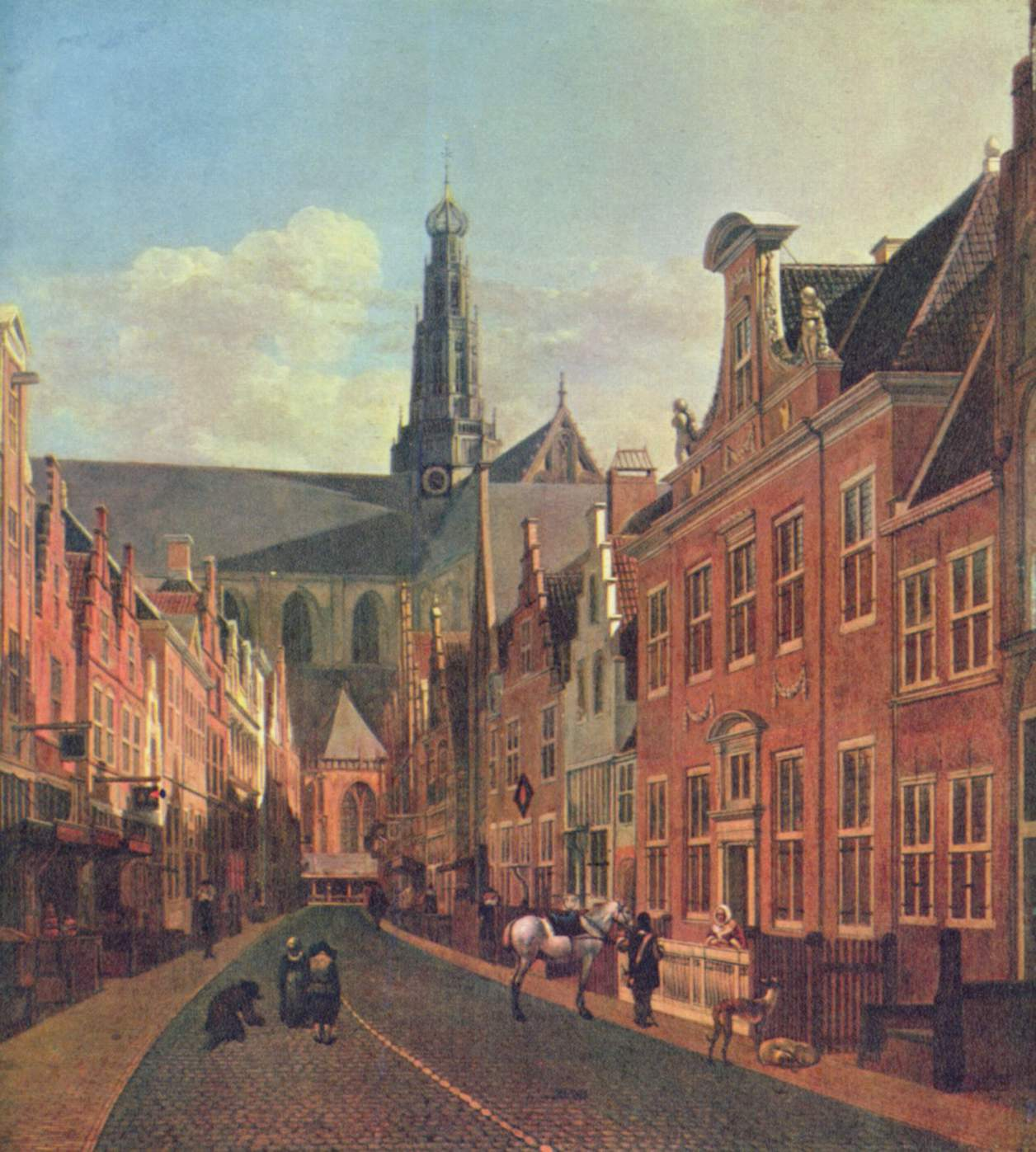
Une rue de Haarlem au XVII : Janstraat, avec l'église Saint-Bavon en arrière-plan.

|      | Commune | Agglomération | Aire urbaine |
| ---- | ------- | ------------- | ------------ |
| 1960 | 169 215 | 215 116       | 366 441      |
| 1970 | 172 235 | 217 995       | 406 848      |
| 1980 | 158 291 | 202 852       | 391 002      |
| 1990 | 149 269 | 192 972       | 378 206      |
| 2000 | 148 484 | 191 079       | 389 929      |
| 2009 | 148 191 | 190 755       | 409 447      |

### Origines des habitants
|                                 | Nombre  | Pourcentage |
| ------------------------------- | ------- | ----------- |
| Autochtones                     | 111 752 | 75,41       |
| Allochtones occidentaux         | 16 494  | 11,13       |
| Union européenne                | 9 357   | 6,31        |
| Autres                          | 2 331   | 1,57        |
| Allochtones non occidentaux     | 11 688  | 7,88        |
| Turquie                         | 6 334   | 4,27        |
| Indonésie                       | 4 806   | 3,24        |
| Maroc                           | 4 510   | 3,04        |
| Suriname                        | 1 977   | 1,33        |
| Antilles néerlandaises et Aruba | 911     | 0,61        |
| Autres                          | 6 223   | 4,20        |

## Administration
Haarlem est administrée par le Conseil municipal (39 membres élus au suffrage direct), le bourgmestre (nommé par le roi) et six échevins (choisis par et parmi les membres du Conseil municipal). Le collège des bourgmestre et échevins assure la gestion courante de la commune.
Haarlem entretient des liens d’amitié avec :
- Angers (France) depuis 1964 ;
- Mutare (Zimbabwe) ;
- Osnabrück (Allemagne) ;
- Svelta (Tchéquie).

## Monuments

### Centre-ville

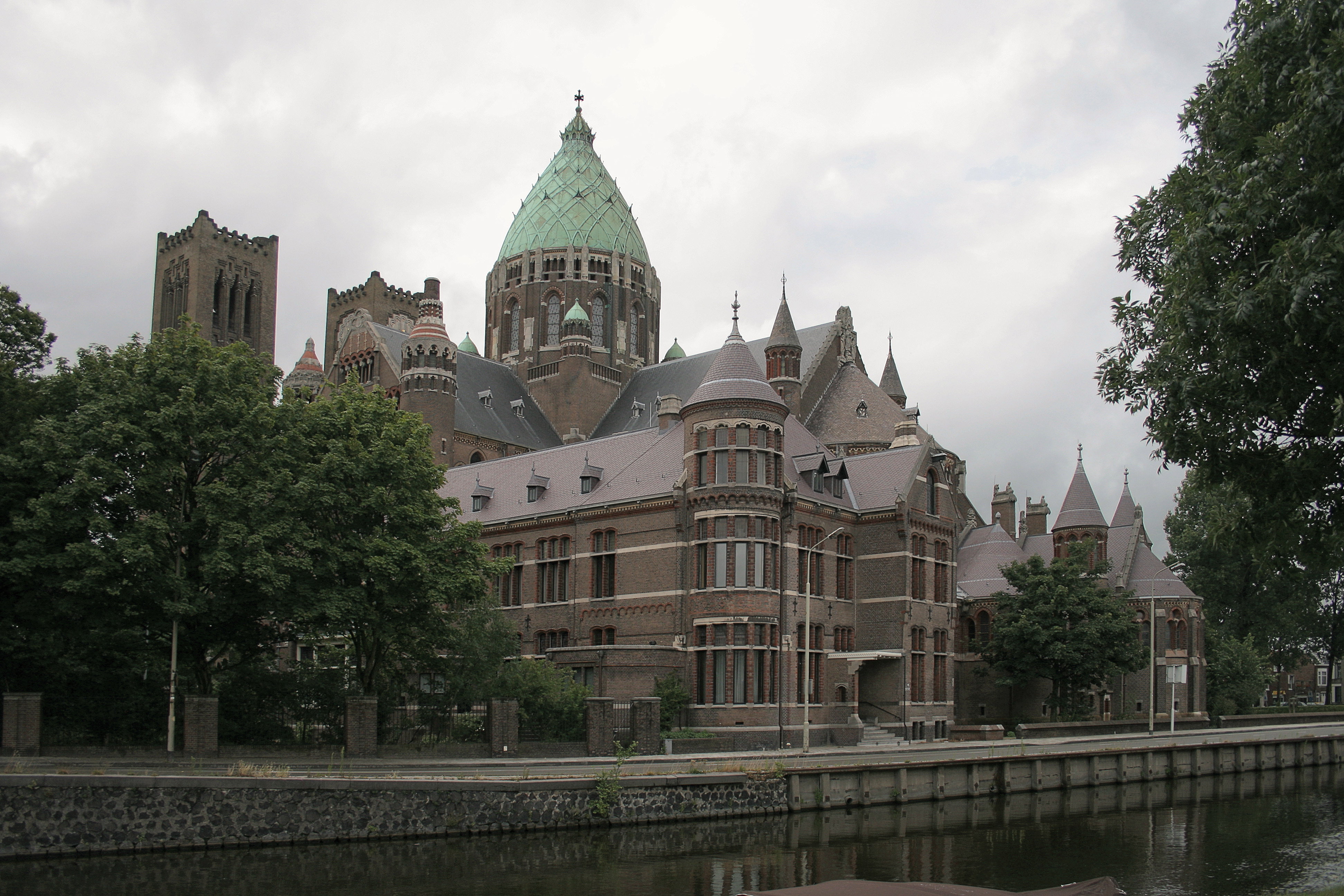
Cathédrale Saint-Bavon.

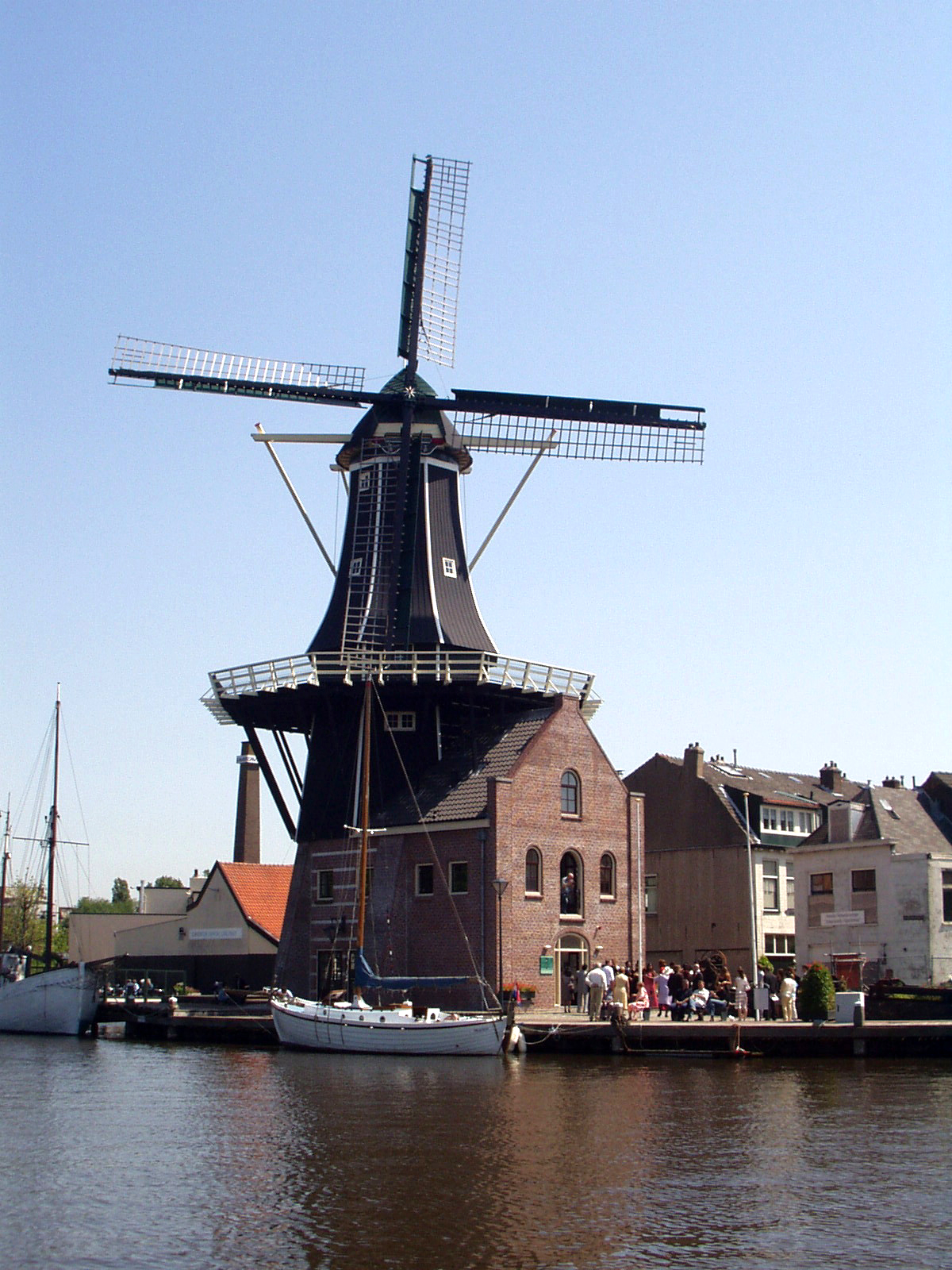
Moulin De Adriaan (reconstruit en 2002).

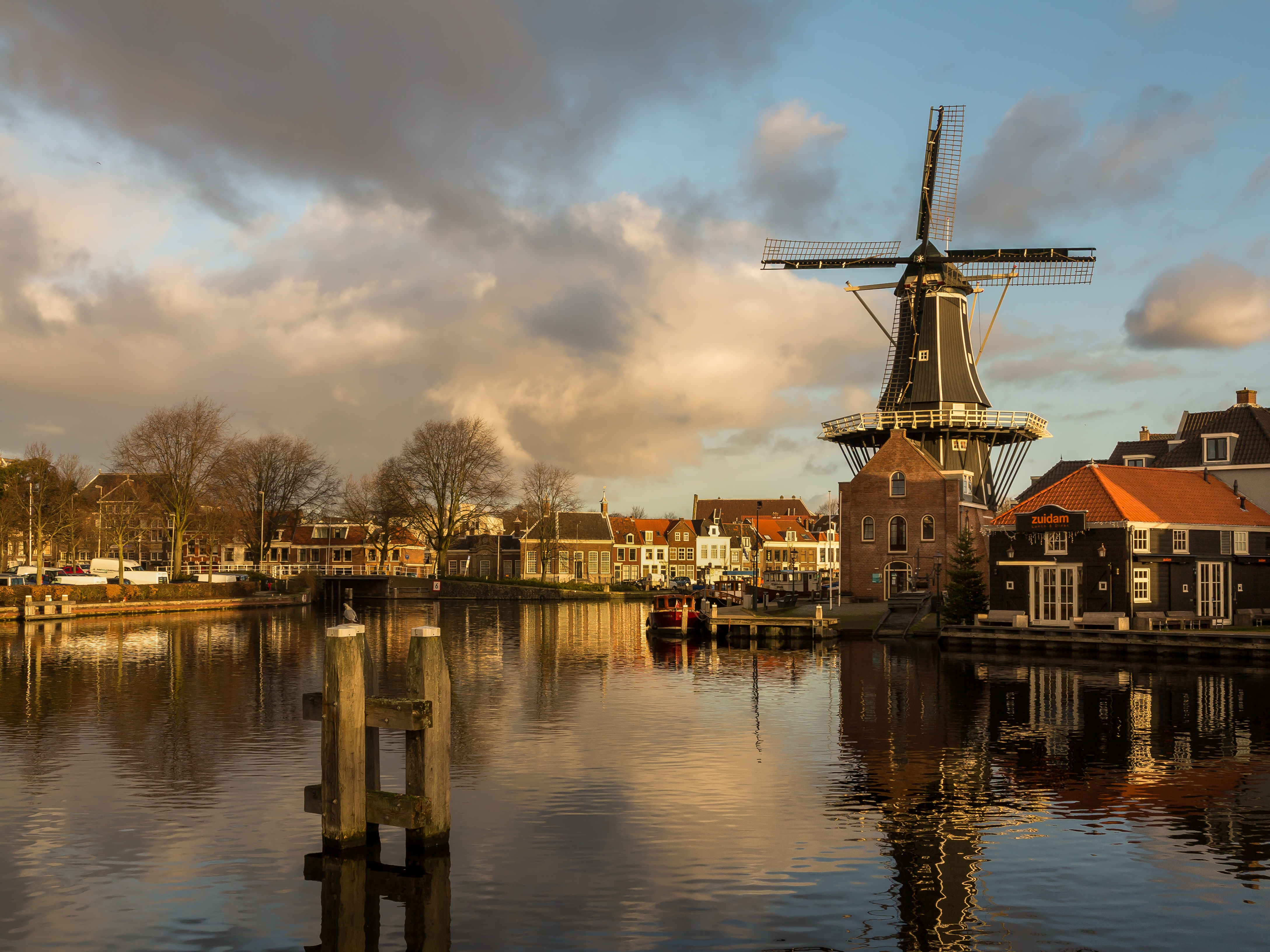
La Spaarne avec le moulin De Adriaan.

Le centre historique de Haarlem, très bien conservé, compte plus d’un millier de monuments protégés. Le cœur de la ville est constitué par le Grote Markt, autrefois lieu de joute des comtes de Hollande, avec l'hôtel de ville datant du Moyen Âge, la Grote Kerk ou Église Saint-Bavon et le Vleeshal (halle aux viandes). Haarlem compte un grand nombre de béguinages, dont le plus ancien remonte à 1395.
Smedestraat 33 est une porte à Haarlem datant de la seconde moitié du XVIIe siècle et classée monument national.
La gare de Haarlem est un bel exemple du style de l'architecte Dirk Margadant (1849-1915). Le bâtiment actuel est construit entre 1906 et 1908.

### Églises de Haarlem
- Église Saint-Bavon
- Cathédrale Saint-Bavon

## Art et culture
Le musée Frans-Hals expose les œuvres de peintres illustres alors que le musée Teyler (sciences), qui est le plus ancien musée des Pays-Bas, est consacré au XVIIIe siècle. Haarlem est aussi la ville d’écrivains tels que Beets (« Camera Obscura »), Bomans et Mulisch (« L’Attentat »). Citons encore le Festival d’orgue international, l'orchestre Holland Symfonia et le chœur de la Cathédrale Basilique St.Bavo, le théâtre Toneelschuur, le cinéma Filmhuis, des galeries et festivals culturels et musicaux.
En 1954, la ville a accueilli le congrès mondial d’espéranto.

## Centre
Haarlem possède un centre animé, où l’on trouve les boutiques, cafés et restaurants les plus divers. Toutes sortes d’événements y sont organisés toute l’année (Vaardagen, Stripdagen, festivals dans le bois Haarlemmerhout).

## Galerie

Haarlem
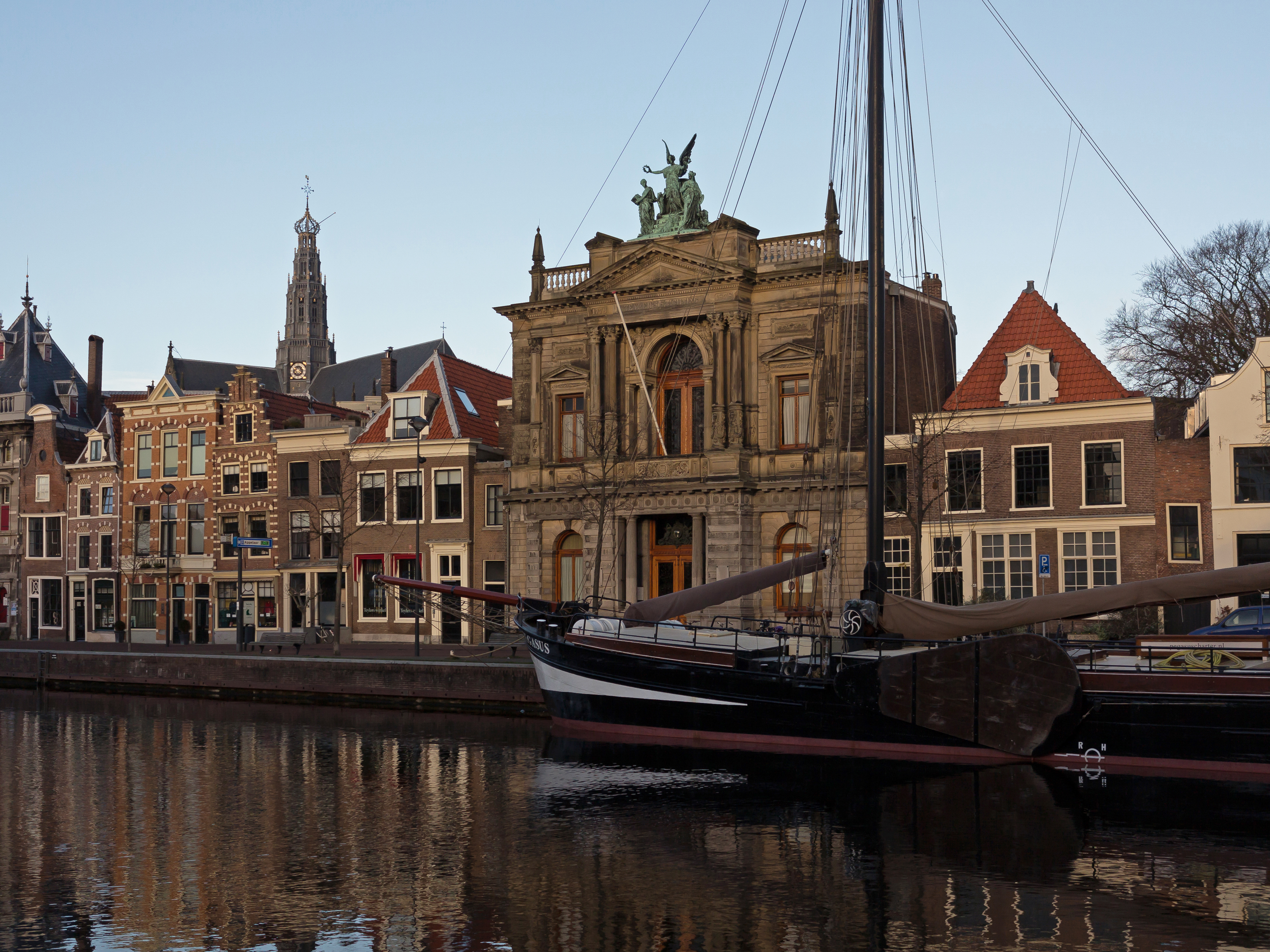
Musée Teylermuseum et église St. Bavokerk.
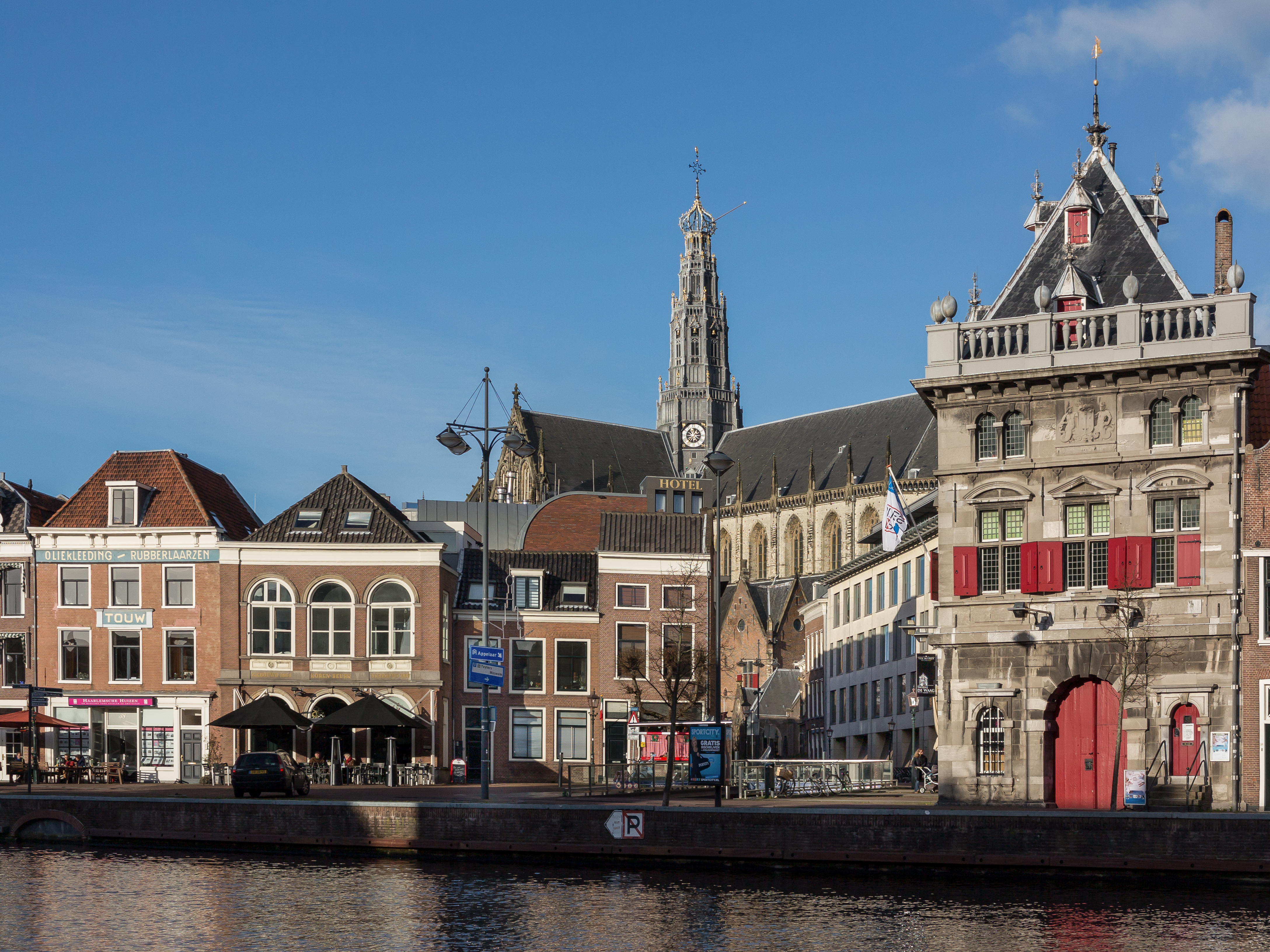
Poids public et église St Bavokerk.
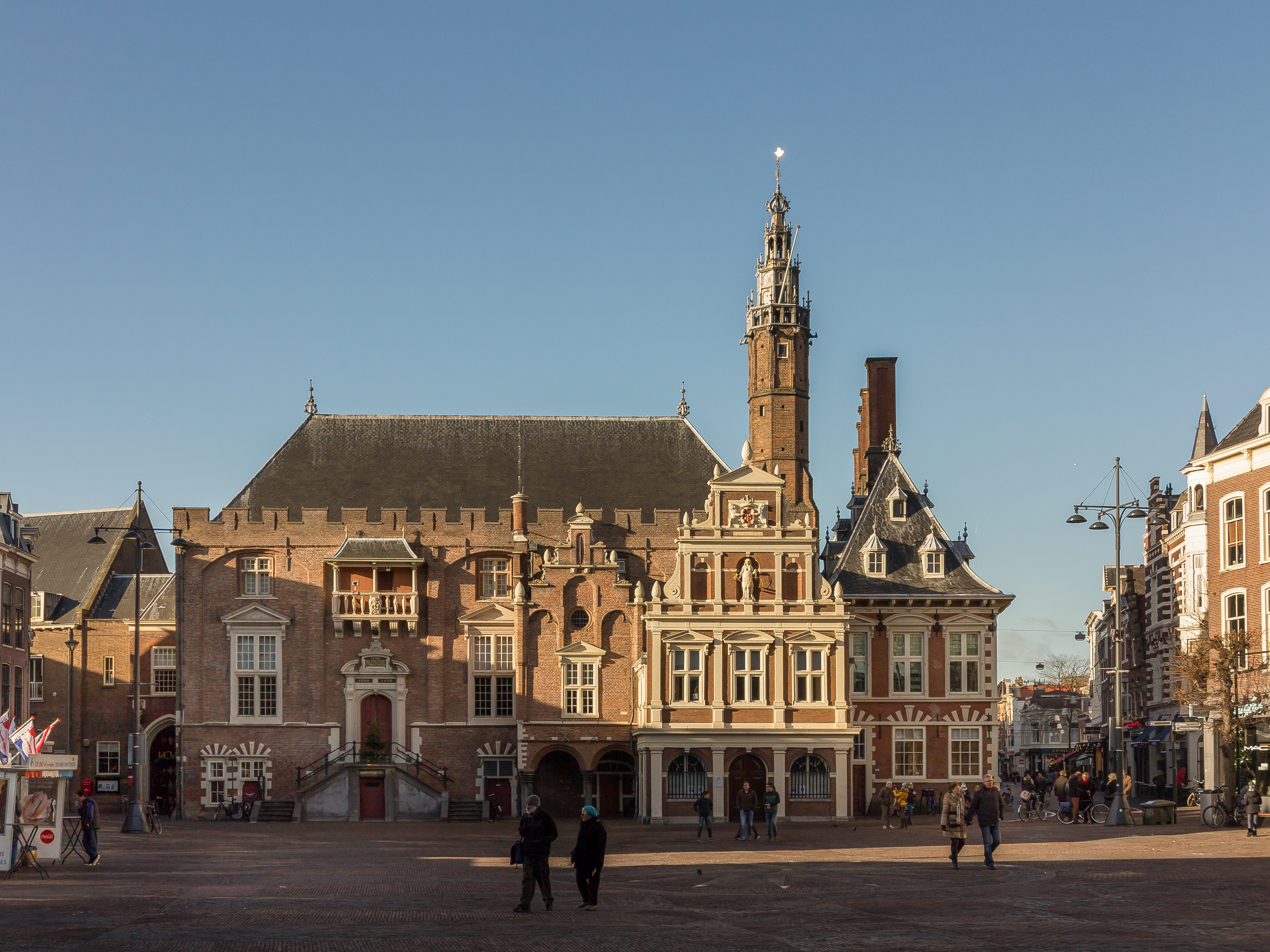
Hôtel de ville.
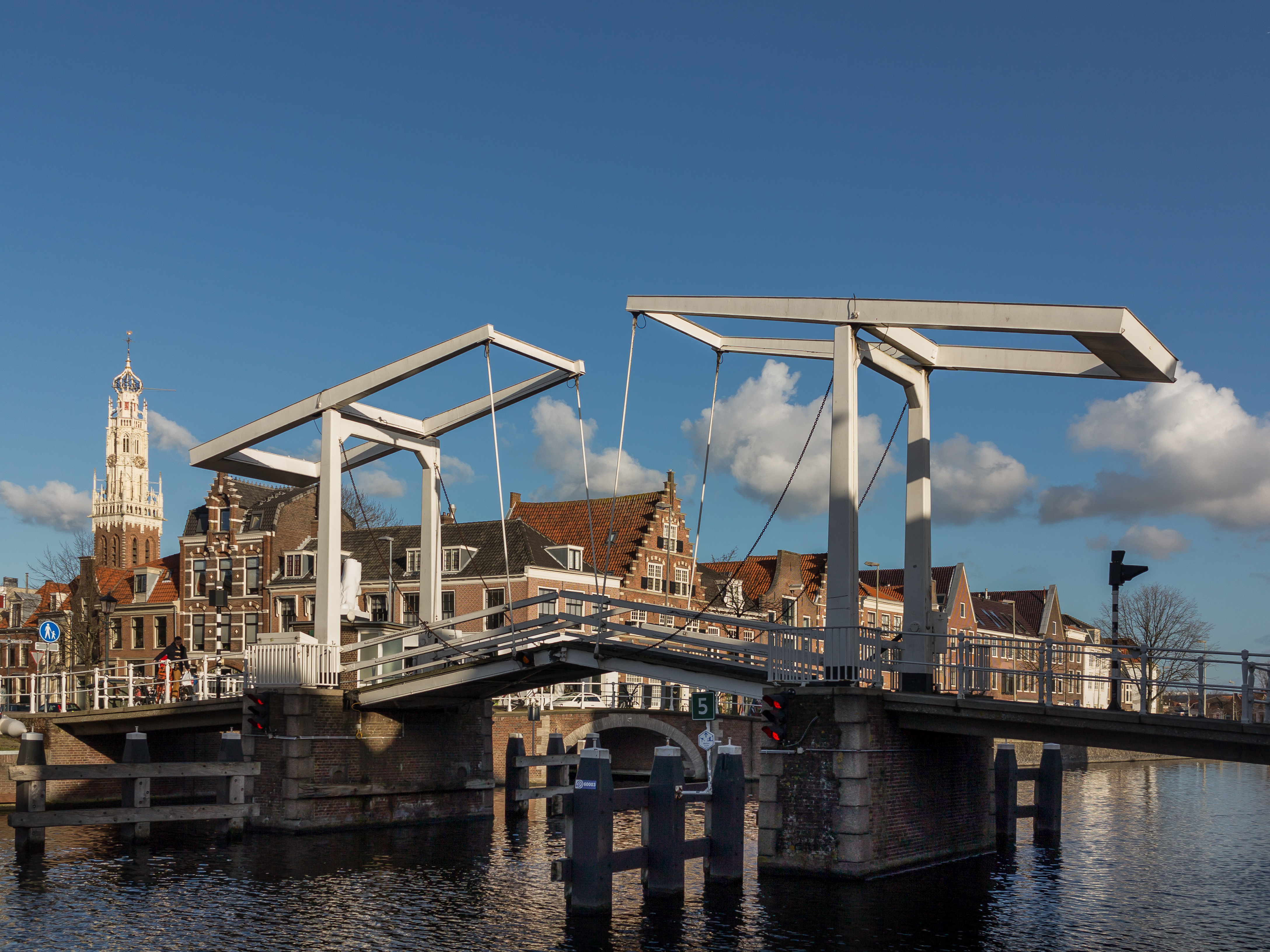
Pont Gravestenenbrug.
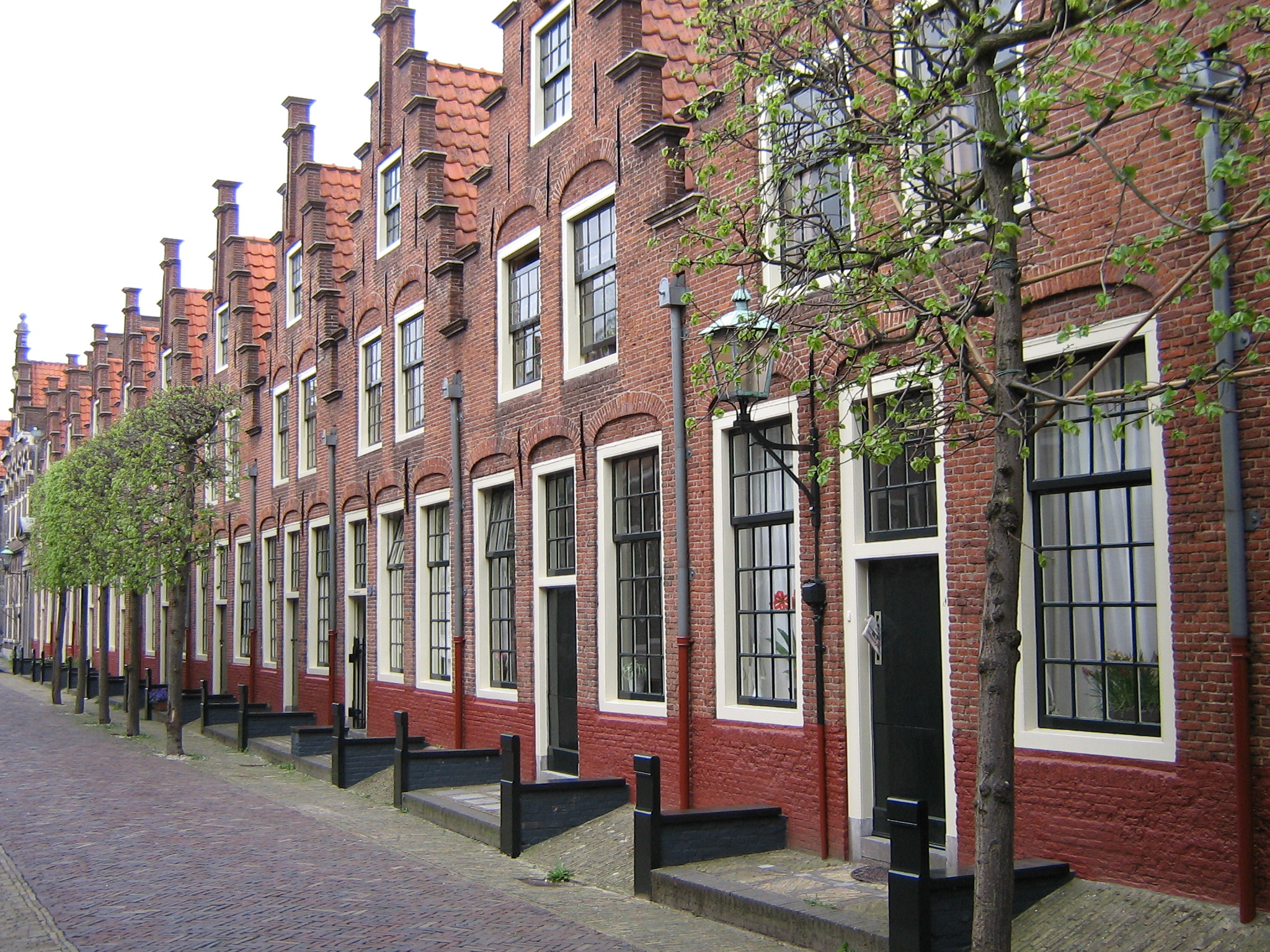
Pignons à redents sur Groot Heiligland.
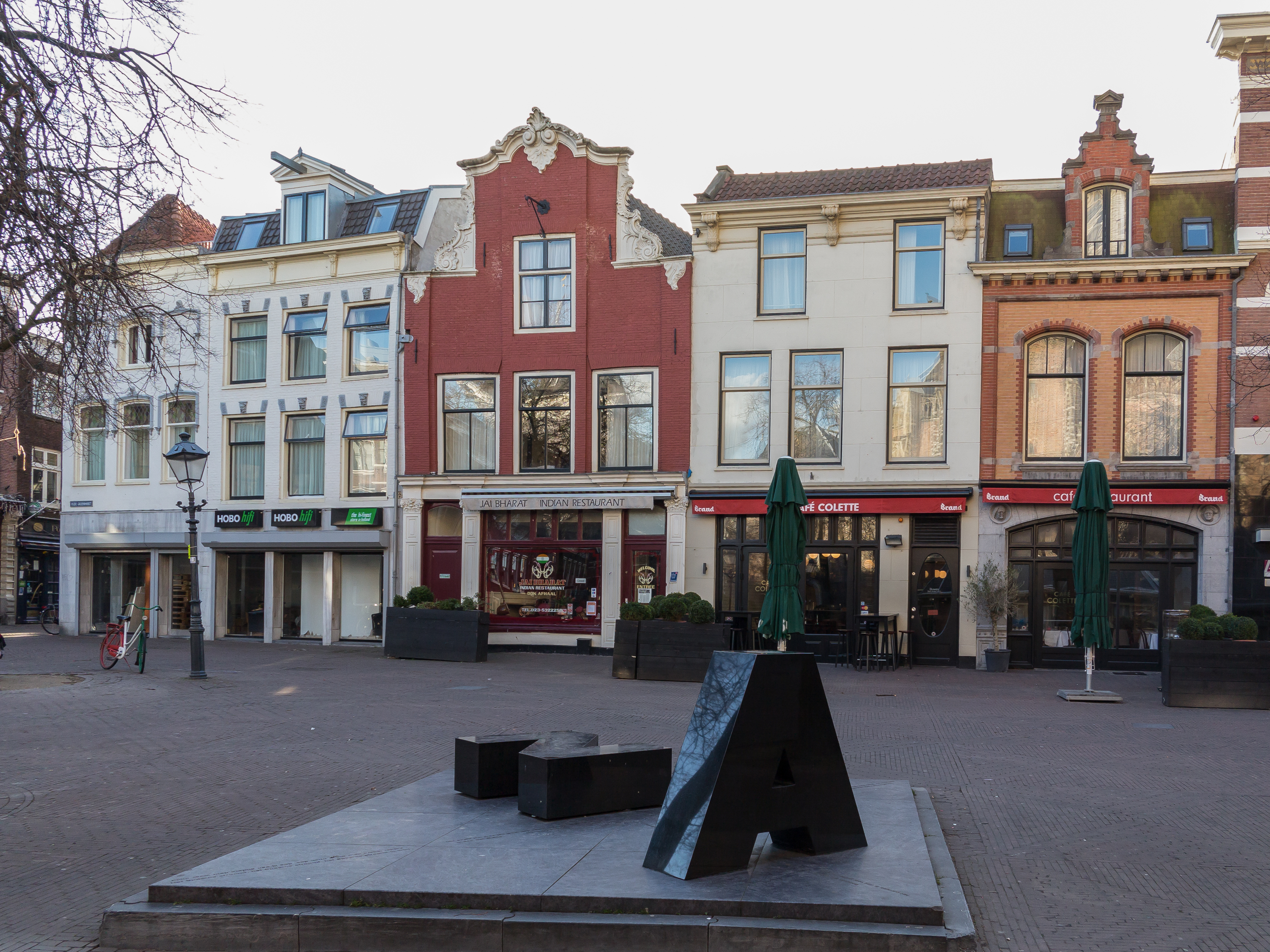
Ancien marché (de Oude Groenmarkt).
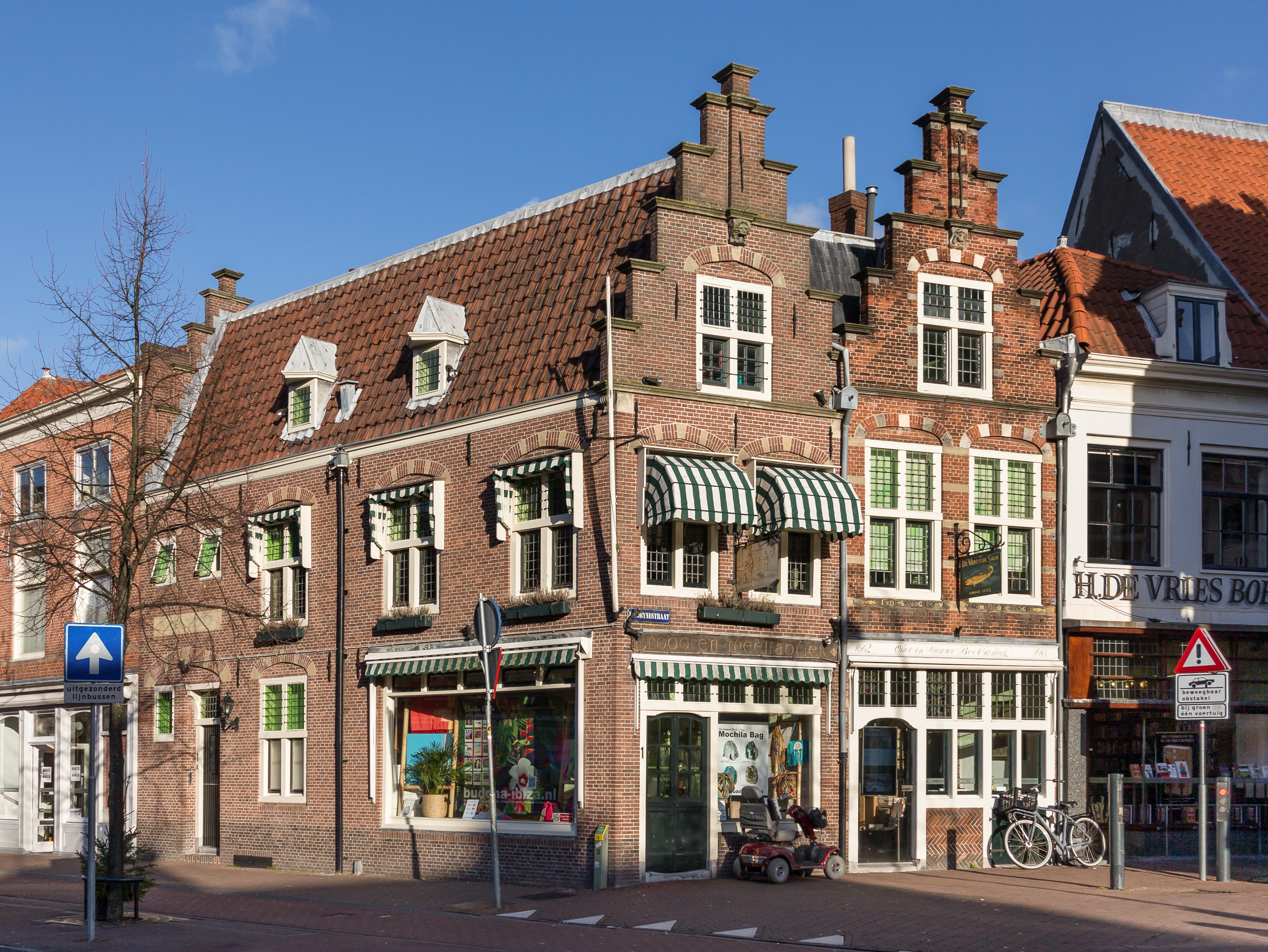
Angle des Gedempte Oudegracht et Jacobijnenstraat.
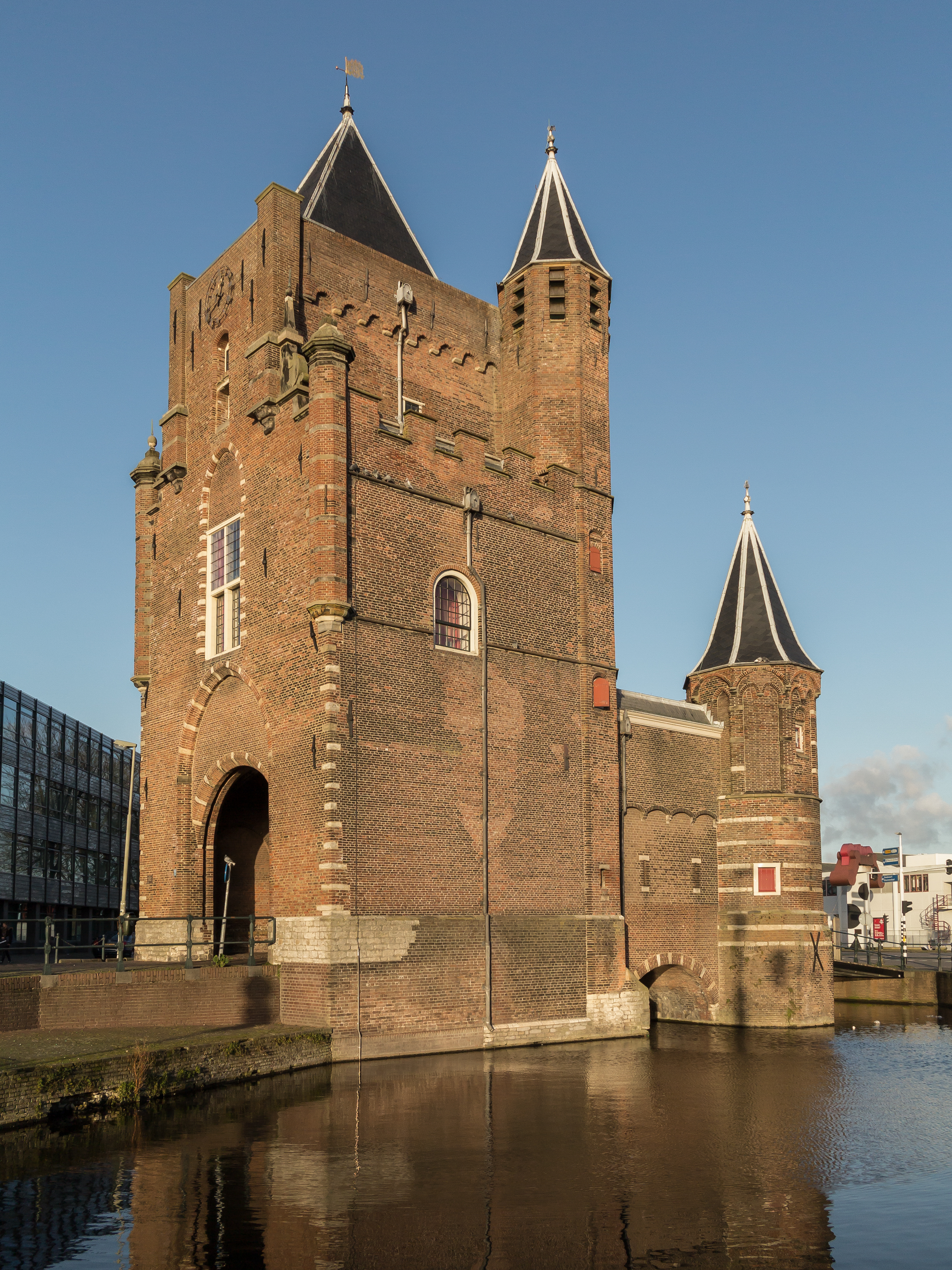
Amsterdamse Poort.
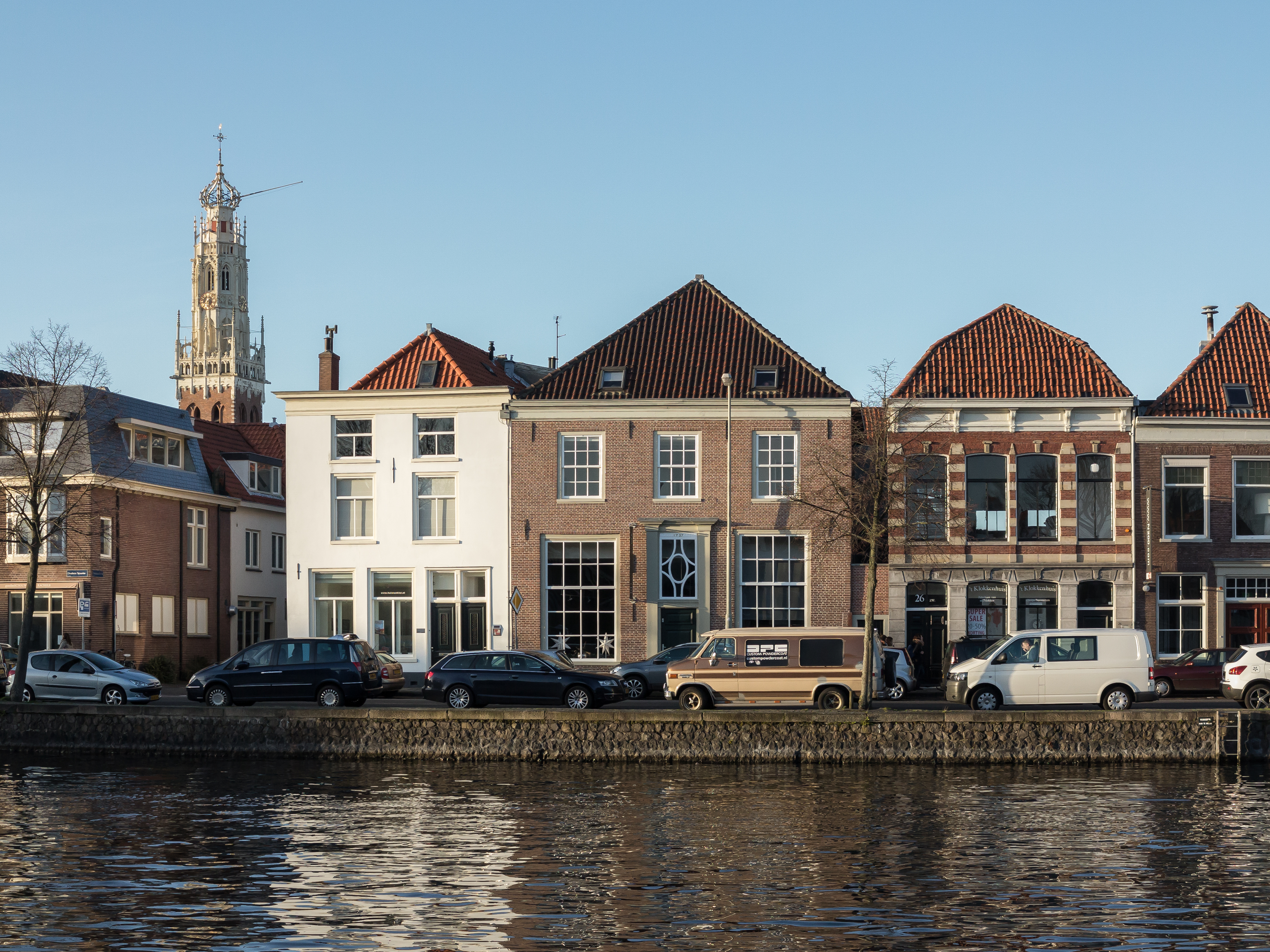
La Spaarne et la tour de l'église Bakenesserkerk.
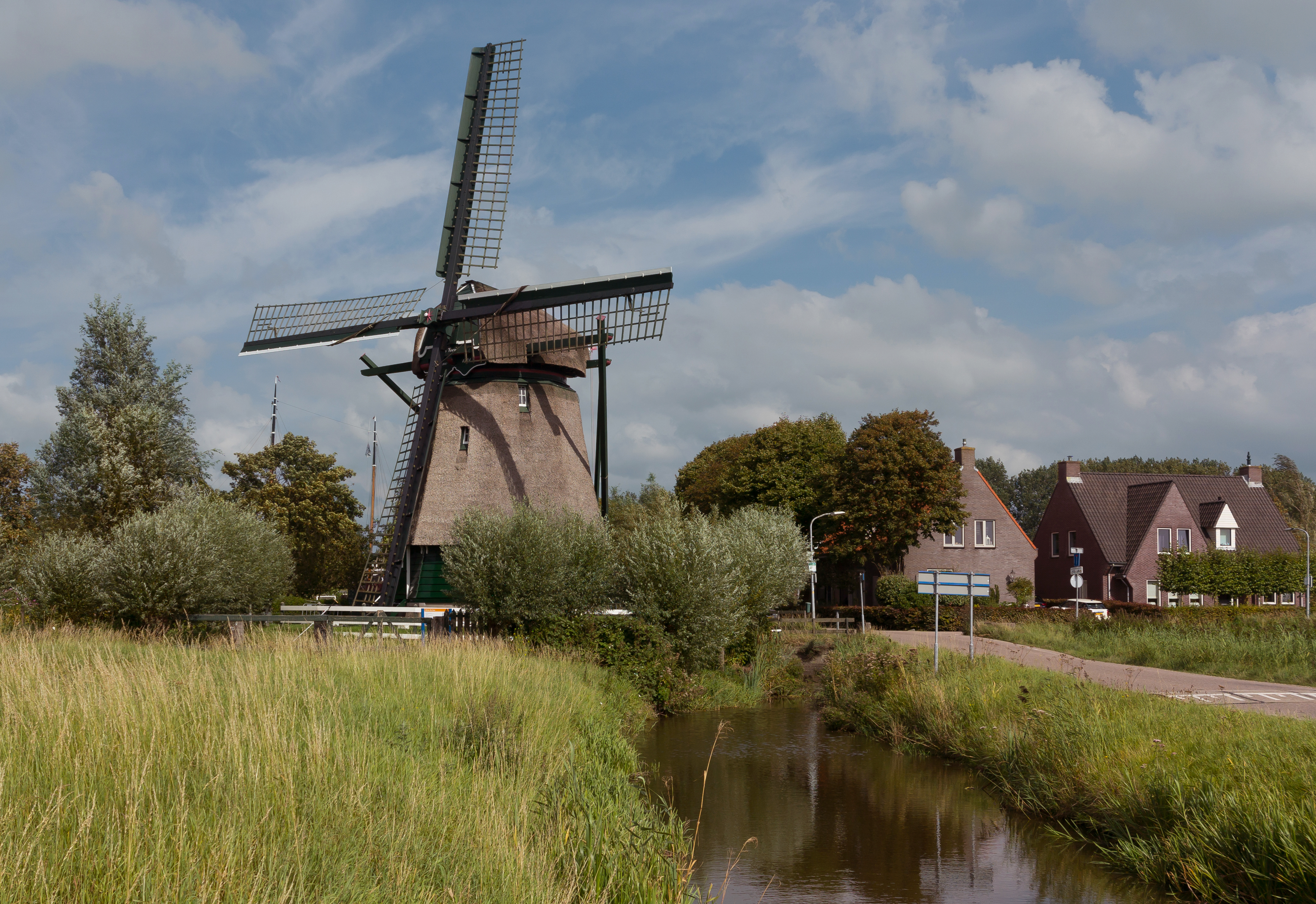
Moulin de Veer à Penningsveer.
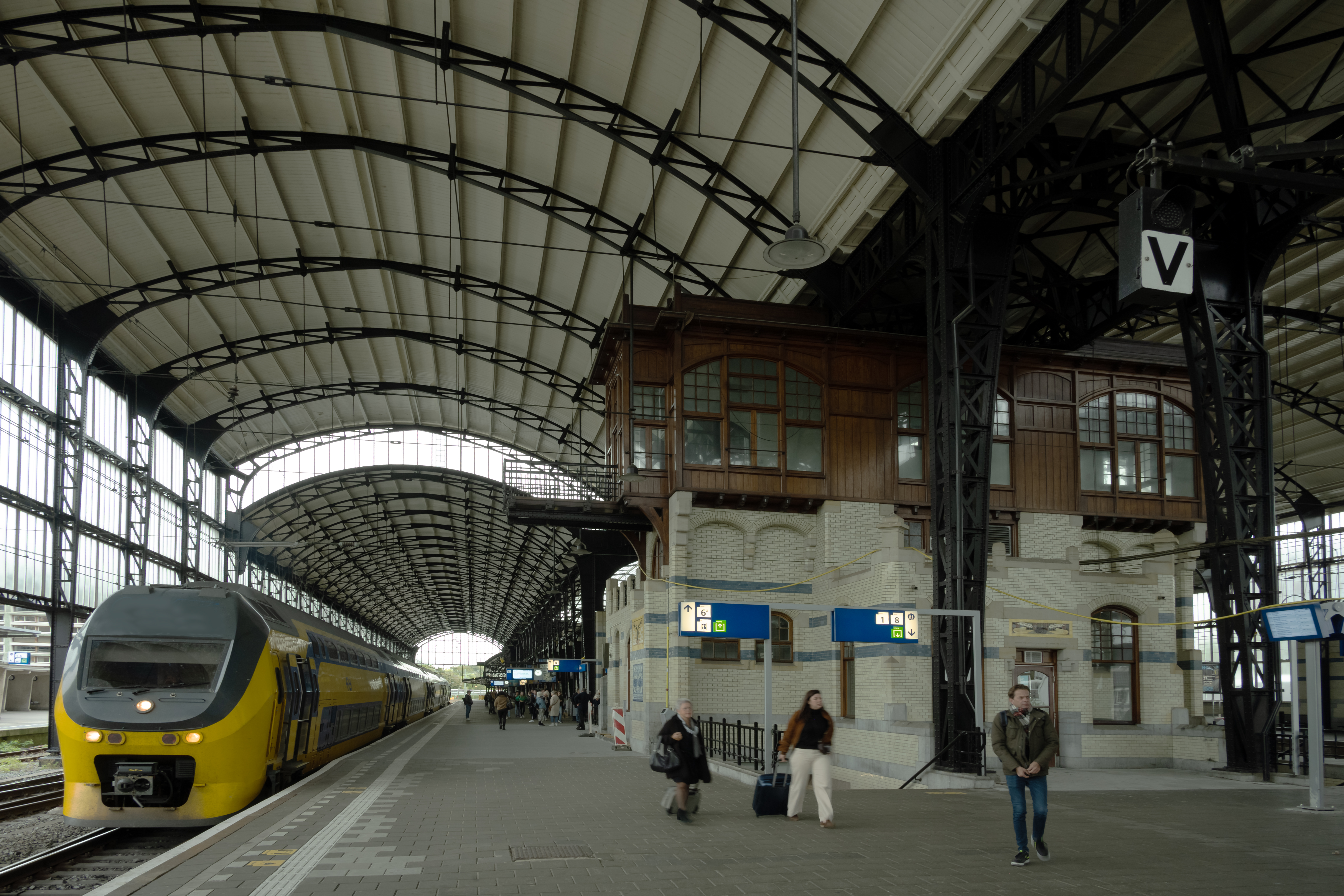
Gare.

## Culture de fleurs

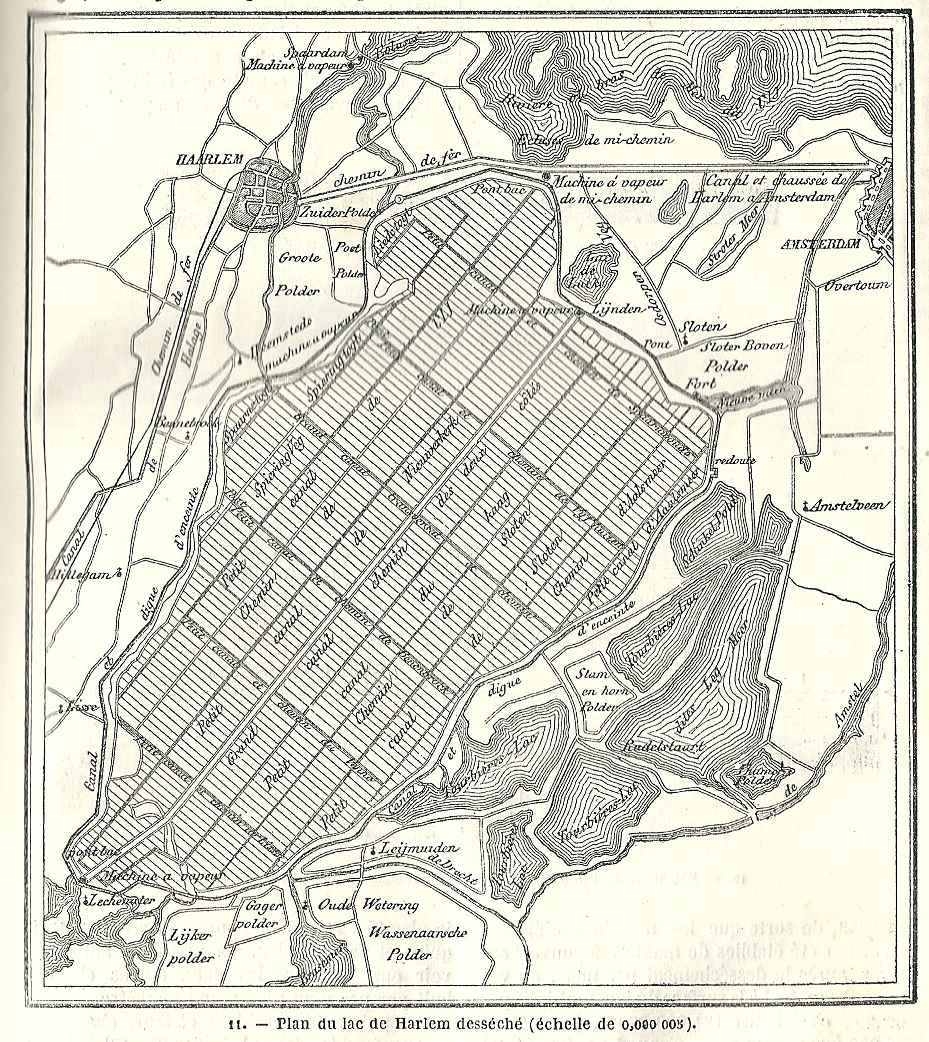
Plan d'assèchement du lac de Haarlem à partir de 1840.

Haarlem est renommée pour la culture des fleurs. Les champs de tulipes, de jacinthes véritables et de narcisses, au sud de la commune, attirent les touristes. Chaque année en avril, les chars décorés du Corso fleuri traversent cette cité pendant deux jours. Haarlem doit son surnom de « ville des fleurs » à l’abondance de fleurs égayant partout la ville le reste de l’année et à son cadre de verdure formé par le Haarlemmerhout (bois municipal) et divers parcs du XIXe siècle.

## Activité économique

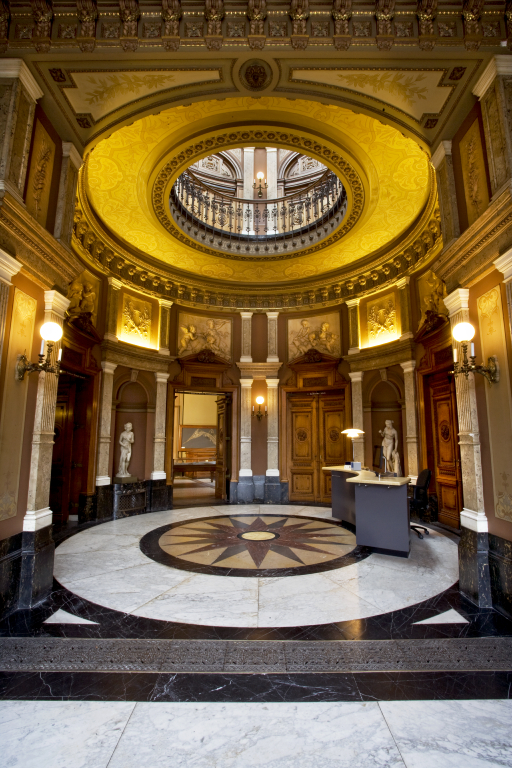
Vestibule d'entrée du musée Teyler.

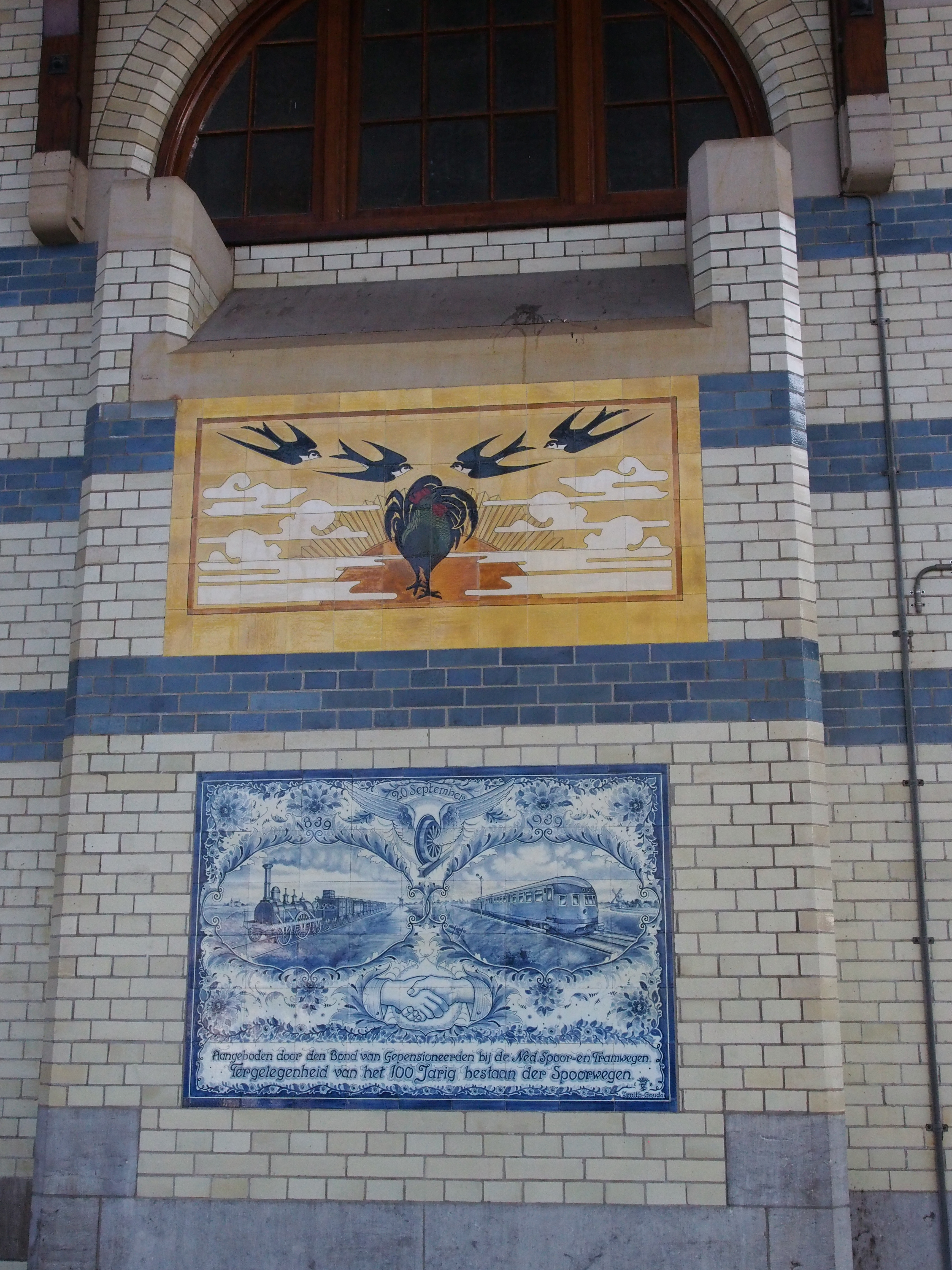
Deux tableaux en la gare.

Les secteurs importants sont le secteur (semi)-public, le secteur graphique (le plus grand éditeur des Pays-Bas est établi à Haarlem, de même que Joh. Enschedé & Zn., imprimeurs entre autres de billets de banque) et l’industrie pharmaceutique. Il n’y a pratiquement pas d’industrie lourde. Des nombreux Haarlemois travaillent hors de la commune.

## Environnement
Haarlem est à 30 minutes en voiture de l'aéroport d'Amsterdam-Schiphol et à quelques kilomètres seulement de la mer et des plages (station balnéaire de Zandvoort). En train la durée  du trajet depuis le centre d'Amsterdam (Gare centrale d'Amsterdam) est seulement 15 minutes. Le Parc national de Kennemerduinen et la région de loisirs Spaarnwoude offrent de grandes étendues pour la promenade.
Quelques moulins accessibles en 15 minutes à vélo entourent la ville. Haarlem abrite aussi la petite portion restante du Haarlemmermeer, lac poldérisé en 1852.

## Harlem, Manhattan
En 1658, le hollandais Pieter Stuyvesant a fondé le campement de Nieuw Haarlem (la Nouvelle-Haarlem) sur l'île de Manhattan en Amérique du Nord. Ce campement est devenu plus tard le quartier de Harlem dans la ville de New York.

## Personnalités liées à Haarlem
- Pieter Claesz Soutman (v. 1580-1657), peintre et graveur
- Adriaen Van Ostade (1610-1685), peintre et graveur
- Cornelis Helmbreecker (1590-1654), organiste et compositeur
- Gerrit Claesz. Bleker (vers 1592-1593 -1656), peintre et dessinateur
- Hans Gillisz. Bollongier (v. 1600-1645), peintre
- Maerten Boelema de Stomme (1611-1644), peintre de natures mortes
- Pieter de Zeelander (vers 1620 - après 1650), peintre spécialisé dans les paysages marins
- Bartholomeus van der Helst (1613-1670), peintre
- Dirk Helmbreker (1633-1696), peintre
- Pieter Teyler van der Hulst (1702-1778), homme d'affaires et philanthrope
- Johannes Gerardus Luyken (1742-1818), homme politique
- Jan Pieter van Wickevoort Crommelin (1763-1837), homme politique
- Caspar Josephus Martinus Bottemanne (1823-1903), évêque de Haarlem
- Margaret Staal-Kropholler (1891-1966), première femme à exercer professionnellement le métier d'architecte aux Pays-Bas
- Hannie Schaft (1920-1945), résistante
- Irma Achten (1956-), réalisatrice et scénariste
- Asis Aynan (1980-), écrivain néerlandais, né à Haarlem
- Rachelle Verdel (1996-), actrice néerlandaise, née à Haarlem
- Guido van Rossum (1956-), informaticien, né à Haarlem
- Eva Poppink (1977- ), actrice néerlandaise, née à Haarlem
- Ibrahim El Bouni (1992-), kick-boxeur néerlando-marocain.